# Rozalén del Monte
Rozalén del Monte es un municipio y localidad española de la provincia de Cuenca, en la comunidad autónoma de Castilla-La Mancha. El término municipal tiene una población de 54 habitantes (INE 2024). En sus tierras, no muy lejos de la población, nace el río Bedija.

## Historia
Hacia mediados del siglo XIX, el lugar tenía contabilizada una población de 123 habitantes. La localidad aparece descrita en el decimotercer volumen del Diccionario geográfico-estadístico-histórico de España y sus posesiones de Ultramar de Pascual Madoz de la siguiente manera:

ROZALEN DEL MONTE: v. con ayunt. en la prov. y dióc. de Cuenca (11 leg.), part. jud. de Tarancon (1/2), aud. terr. de Albacete (22), y c. g. de Castilla la Nueva (Madrid 15); sit. hacia la parte O. de la prov. en terreno llano á corta dist. del nacimiento del r. Bedija; el clima es frio, bien ventilado y sano; consta de 40 casas, 2 fuentes de agua dulce al O. de la v. y á dist. de 1/4 de leg. y al S. á corta dist. un abundante pilar para abrevadero de las caballerías; igl. parr. (San Bernabé), servida por un vicario ecónomo de concurso general; al O. del pueblo y á corta dist. estaba la ermita de la Concepcion, y al N. el campo santo. El térm. confina por N. con el de Alcázar del Rey; E. Carrascosa del Campo; S. Sahelices y O. Uclés; el terreno en general es llano á escepcion de algunas cañadas que hay por E. y S. es pedregoso por parages y por otros tenaz y fuerte, pero todo el bastante productivo; le riega el r. Bedija, que naciendo en el térm. por la parte E. baña las paredes del pueblo por el S.; es de corto caudal pero no obstante muy memorable por las batallas que en sus márg. se dieron en tiempo de los árabes: los caminos son locales y en mal estado; la correspondencia se recibe desde Uclés. prod.: trigo, cebada, centeno, avena, anis, almortas, garbanzos y algunas legumbres; se cria ganado lanar y algun vacuno y caza de liebres, perdices, conejos, lobos y zorras. pobl.: 31 vec. 123 alm. cap. prod.: 715,280 rs. imp.: 36,764.
(Madoz, 1849, pp. 579-580)

## Demografía
Rozalén del Monte cuenta con una población de 54 habitantes (INE 2024).
| Gráfica de evolución demográfica de Rozalén del Monte entre 1842 y 2021                                             |
| |
| Población de derecho según los censos de población del INE Población de hecho según los censos de población del INE |

| 1991 |  | 1996 |  | 2001 |  | 2004 |  | 2014 |  | 2015 |
| ---- |  | ---- |  | ---- |  | ---- |  | ---- |  | ---- |
| 162  |  | 126  |  | 112  |  | 98   |  | 81   |  | 75   |

## Fiestas
Fiestas patronales:
- Último domingo de abril: Santísimo Cristo de Consuelo, patrón del pueblo.
- 22 de mayo, día de la patrona: Santa Quiteria.
- 14 de septiembre: Cristo de la Veracruz.